# ديمقراطية مباشرة

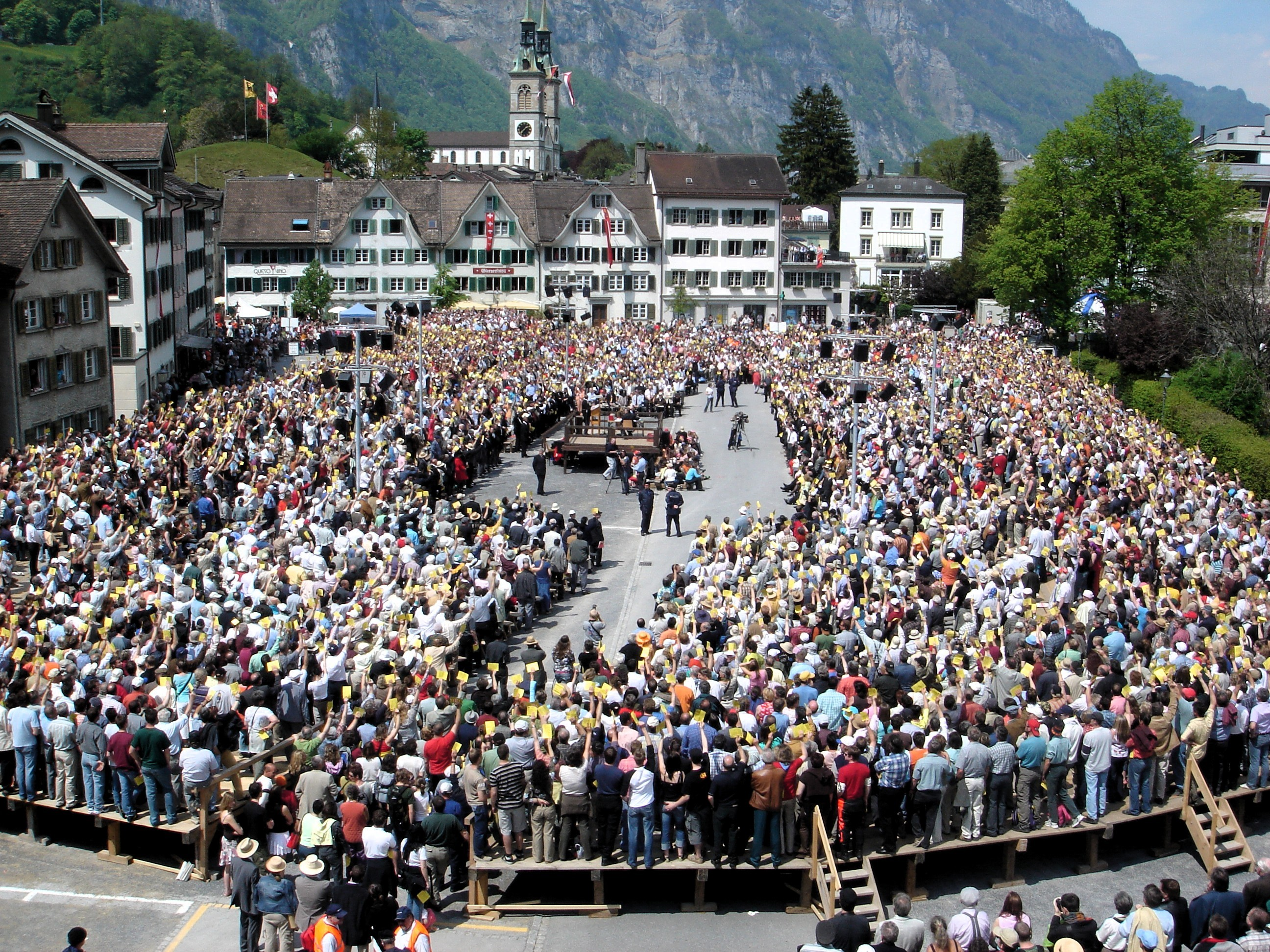
جمعية عامة في إحدى المقاطعات السويسرية

الديمقراطية المباشرة هي شكل من أشكال الديمقراطية يتخذ فيها الشعب قرارات بشأن المبادرات السياسية عبر تصويت مباشر من أفراد الشعب، على عكس الديمقراطية التمثيلية.
يمكن لعمليات إصدار الأوامر التنفيذية، تشريع القوانين، انتخاب وإقالة المسؤولين، وإجراء المحاكمات أن تخضع للديمقراطية المباشرة، وذلك حسب النظام الذي يطبقها.
تسمح الديمقراطية المباشرة بثلاثة أشكال من العمل السياسي: الاستفتاء، الاستدعاء، والمبادرة. تمكن الاستفتاءات المواطنين من رفض أي قانون أو تشريع غير مرغوب. وتسمح المبادرات باقتراح مشاريع قوانين تقدمها جماهير العامة. كما توفر الاستدعاءات إمكانية إقالة أي مسؤول رسمي (حكومي) قبل انتهاء ولايته، حيث يعتبر المسؤولون عملاءً تنفيذيين، أو ممثلين مباشرين (مفوضين) ملتزمين بإرادة الشعب.
أقرب شكل للديمقراطية المباشرة في الوقت الحاضر هو سويسرا.

## نظرة عامة

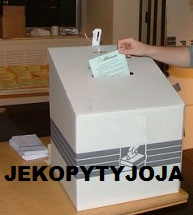
صندوق اقتراع عليه كلمة "Jekopytyjoja" والتي تعني الديمقراطية باللغة الغوارانية

يُدلي الأفراد في ظلّ نظام الديمقراطية التمثيلية بأصواتهم لصالح الممثلين الذين يعملون بعد ذلك على سَن المبادرات السياسية. في الديمقراطية المباشرة، يضع أفراد الشعب السياسات دون أي وسيط، وقد تتطلب الديمقراطية المباشرة، وفقًا للنظام المتّبع، إصدار قرارات تنفيذية، واستخدام نظام الديمارية (الديمقراطية دون انتخابات) ووضع القوانين وانتخاب المسؤولين أو فصلهم مباشرة، وإجراء المحاكمات. يوجد شكلان رئيسان للديمقراطية المباشرة هما: الديمقراطية التشاركية والديمقراطية التداولية (التشاورية).
تسمح الديمقراطيات شبه المباشرة، التي يتولى فيها الممثلون شؤون الحياة اليومية، مع بقاء السيادة للمواطنين، بثلاثة أشكال من العمل الشعبي: الاستفتاء العام (الاستفتاء الشعبي) والمبادرة واستفتاء العزل. يعتبر النموذجان الأولان –الاستفتاءات والمبادرات– بمثابة مثالين للتشريع المباشر. اعتبارًا من عام 2019، سمحت ثلاثون دولة بإجراء الاستفتاءات بمبادرة من جميع الأفراد على المستوى الوطني.
يُخْضِع الاستفتاءُ الإلزامي التشريع الذي صاغته النخب السياسية للتصويت الشعبي الملزم، ويعتبر الشكل الأشيع للتشريع المباشر. يخوّل الاستفتاء الشعبي المواطنين حق تقديم التماس يدعو التشريع القائم إلى تصويت من قِبل المواطنين. تحدد المؤسسات الجدول الزمني لتقديم عريضة رسمية وعدد من التواقيع، وقد يتطلب الأمر تواقيع من مجتمعات متنوعة لحماية مصالح الأقليات. يمنح هذا الشكل من أشكال الديمقراطية المباشرة الجمهور حق النقض للقوانين التي اعتمدتها الهيئة التشريعية المنتخَبة، كما هو الحال في سويسرا.
يمنح الاستفتاء الشعبي (يُطلق عليه أيضًا اسم مبادرة) الأعضاءَ من عامة الشعب حق اقتراح اتخاذ تدابير قانونية محددة أو إصلاحات دستورية للحكومة عبر الالتماس (تقديم عريضة)، وكما هو الحال مع الاستفتاءات الأخرى، قد يكون التصويت ملزماً أو استشاريًا. قد تكون المبادرات مباشرة أو غير مباشرة: في المبادرة المباشرة، يُوضع الاقتراح الناجح مباشرة على ورقة الاقتراع ليخضع للتصويت (كما يتجلى في نظام كاليفورنيا). في المبادرة غير المباشرة، يُجرى تقديم اقتراح ناجح أولاً إلى الهيئة التشريعية للنظر والبحث فيه، غير أنه في حال لم يُتّخذ إجراء مقبول بعد فترة زمنية محددة، ينتقل الاقتراح للتصويت الشعبي المباشر. تخضع التعديلات الدستورية في سويسرا لهذه المبادرة غير المباشرة.
الاستفتاء التداولي هو استفتاء يزيد من المداولات العامة ضمن هيكل مؤسساتي هادف.
تمنح سلطةُ العزل عامةَ الشعب حق عزل المسؤولين المنتخبين من مناصبهم قبل نهاية فترة ولايتهم الأساسية المحددة.

## لمحة تاريخية
يُعتقد أن أقدم ديمقراطية مباشرة معروفة هي الديمقراطية الأثينية في القرن الخامس قبل الميلاد، غير أنها لم تكن ديمقراطية شاملة: إذ استبعدت النساء والأجانب والعبيد. كانت الهيئات الرئيسة في الديمقراطية الأثينية هي الجمعية الشعبية التي تألفت من مواطنين ذكور، ومجلس «البويل» المكون من 500 مواطن، ومحاكم القانون، المؤلَّفة من عدد هائل من المحلفين المختارين بالقرعة دون وجود قضاة. لم يكن هناك سوى نحو 30000 مواطن من الذكور، ولكن فقط عدة آلاف منهم كانوا ناشطين سياسيًا كل عام، وكثير منهم بشكل منتظم لسنوات متتالية. لم تكن الديمقراطية الأثينية مباشرة فقط بمعنى اتخاذ القرارات من قِبل أعضاء الجمعية، ولكن أيضًا بمعنى أن الشعب مسيطر عن طريق الجمعية والبويل ومحاكم القانون على العملية السياسية برمتها، إذ تنخرط نسبة كبيرة من المواطنين باستمرار في الشؤون العامة. معظم الديمقراطيات الحديثة غير مشابهة للنظام الأثيني كونها تمثيلية وليست مباشرة.
يرتبط تاريخ الديمقراطية المباشرة بتاريخ روما القديمة، خصوصًا الجمهورية الرومانية التي بدأت نحو عام 509 قبل الميلاد. أظهرت روما العديد من جوانب الديمقراطية، المباشرة وغير المباشرة، من عصر المملكة الرومانية وصولاً إلى انهيار الإمبراطورية الرومانية. في الواقع، حافظ مجلس الشيوخ -الذي تشكل في الأيام الأولى للمدينة- على مكانته عبر فترة المملكة والجمهورية والإمبراطورية، وحتى بعد تراجع روما الغربية استمرت قواعده وقوانينه بالتأثير على الهيئات التشريعية في جميع أنحاء العالم. فيما يتعلق بالديمقراطية المباشرة، امتلكت الجمهورية الرومانية القديمة نظام قانون تشريع المواطن، أو صياغة القانون وإقراره وحق النقض (الفيتو) ضد القانون الذي وضعته السلطة التشريعية. يحدد العديد من المؤرخين نهاية الجمهورية بإصدار قانون ليكس تيتيا، 27 نوفمبر 43 قبل الميلاد، الذي ألغى العديد من أحكام الرقابة.
تُجرى عملية تشريع المواطن في العصر الحديث في كانتونات (مقاطعات) سويسرا منذ القرن الثالث عشر. في عام 1847 أضاف السويسريون «الاستفتاء التشريعي» إلى دستورهم الوطني. سرعان ما اكتشفوا أن مجرد امتلاك سلطة الاعتراض على قوانين البرلمان لم يكن كافيًا. في عام 1891 أضافوا «مبادرة التعديل الدستوري». قدمت السياسة السويسرية منذ عام 1891 للعالم تجربة قيمة مع مبادرة التعديل الدستوري على المستوى الوطني. في 120 سنة ماضية، طُرحت أكثر من 240 مبادرة للاستفتاءات. أثبت الشعب أنه محافظ؛ إذ وافق على 10% فقط من هذه المبادرات، بالإضافة إلى ذلك، غالبًا ما اختار نسخة المبادرة التي أعادت الحكومة صياغتها. (انظر «الديمقراطية المباشرة في سويسرا» أدناه).
طُرحت بعض القضايا المحيطة بالمفهوم المتعلق بالديمقراطية المباشرة عبر استخدام الإنترنت وتكنولوجيات الاتصال الأخرى في المقالة المتعلقة بالديمقراطية الإلكترونية تحت عنوان «الديمقراطية الإلكترونية المباشرة». وبشكل أكثر إيجازاً، تطبّق الحوكمة مفتوحة المصدر مبادئ حركة البرمجيات الحرة على حَوْكمة الناس، ما يسمح للجمهور بأكمله بالمشاركة في الحكومة مباشرة، بقدر ما يرغبون بذلك.

## بعض النماذج

### أثينا القديمة
تمثل الديمقراطية الأثينية في اليونان القديمة مثالاً تاريخياً على الديمقراطية المباشرة.
لم تكن المؤسسات الديمقراطية في أثينا تشبه مؤسسات اليوم. حيث كان بإمكان المواطنين الذكور (باستثناء العبيد) التصويت مباشرة على القرارات السياسية في الجمعيات العامة، دون انتخاب ممثلين.

### كومونة باريس
في عام 1871 بعد تأسيس كومونة باريس، أنشأ الباريسيون نظامًا مباشرًا لا مركزيًا للحكم مع منظمين معينين لفهم الانتفاضة التلقائية إلى حد كبير. رغم أنها كانت ما تزال ترفض حق المرأة في التصويت، فقد انخرطت النساء بشدة في الإجماع على الرأي قبل إجراء التصويت. جرى إضفاء الطابع الديمقراطي على كل شيء بدءًا بالمؤسسة العسكرية إلى حين عقد الاجتماعات، ودفعت هذه اللامركزية والديمقراطية المذكورة أعلاه العديد من أعضاء جمعية «فيرست إنترناشيونال» (جمعية الشغيلة العالمية غالبا ما تسمى الأممية الأولى) إلى اعتبار كومونة باريس مجتمعًا عديم الجنسية.
نظرًا لقصر عمر الكومونة، لم تُجرَ سوى انتخابات واحدة على مستوى المدينة، وكانت البنى اللازمة لتسهيل الانتخابات المنظمة في المستقبل -على نطاقات كبيرة- معدومةً إلى حد كبير. مع ذلك، لا ينبغي التقليل من شأن تأثير الديمقراطية المباشرة في كومونة باريس.

### الولايات المتحدة الأمريكية
في منطقة نيو إنجلاند في الولايات المتحدة، تقرر البلدات في ولايات مثل فيرمونت الشؤون المحلية من خلال العملية الديمقراطية المباشرة لاجتماع المدينة. يُعتبر هذا أقدم أشكال الديمقراطية المباشرة في الولايات المتحدة، ويسبق تأسيس البلاد بقرن على الأقل.
لم تشكل الديمقراطية المباشرة ما تصَوره واضعو دستور الولايات المتحدة للأمة. إذ رأوا خطرًا في استبداد الأغلبية. نتيجةً لذلك، دعوا إلى الديمقراطية التمثيلية في شكل جمهورية دستورية عوضًا عن الديمقراطية المباشرة. على سبيل المثال، يدعو جيمس ماديسون، في مقالة الوثيقة الفيدرالية رقم 10، لجمهورية دستورية بدلاً من الديمقراطية المباشرة لحماية الفرد من إرادة الأغلبية خصوصًا.
على الرغم من نوايا واضعي القرار في بداية الجمهورية، فقد استُخدمت تدابير الاقتراع والاستفتاءات المقابلة على نطاق واسع على مستوى الولايات الرئيسة والفرعية. توجد الكثير من السوابق القضائية الفيدرالية والوِلائِيّة -من أوائل القرن العشرين حتى التسعينيات- التي تحمي حق الشعب في كل عنصر من مكونات الحكم الديمقراطي المباشر (ماغلبي 1984،  زيمرمان 1999). صدر أول حكم للمحكمة العليا في الولايات المتحدة لصالح تشريع المواطن في شركة الاتصالات الهاتفية والتلغراف في دول المحيط الهادئ في ولاية أوريغون 223 في الولايات المتحدة 118، وذلك في عام 1912 (زيمرمان، ديسمبر 1999). صرح الرئيس ثيودور روزفلت في خطاب «ميثاق الديمقراطية» الذي ألقاه أمام المؤتمر الدستوري في أوهايو لعام 1912: «أنا أؤمن بالمبادرة والاستفتاء، الذي لا يجب استخدامه لتدمير الحكومة التمثيلية، إنما لتصحيحها كلما أصبحت سيئة التمثيل».

### سويسرا
تعتبر سويسرا اليوم الدولة الوحيدة التي تتبع نظام الديمقراطية المباشرة.
لا يمكن تمرير أي تعديل دستوري في سويسرا دون الحصول على موافقة من مستويين. المستوى الأول هو الوطني والمستوى الثاني هو الكانتون (مقاطعة). فلكي يمرر القرار، يجب أن تجتمع موافقة أغلبية الناخبين على المستوى الوطني مع موافقة أغلبية الناخبين في كل كانتون.
تعرض التشريعات والقوانين قبل تبنيها من قبل البرلمان على المجتمع المدني وعلى تجمعات المواطنين المفتوحة في الكنتونات لاستطلاع الآراء وتقديم المقترحات. تدرس اقتراحات المواطنين من قبل لجان برلمانية مختصة قبل مناقشة القانون في البرلمان. ويستطيع المواطنون حجب (فيتو) أي قانون أو تشريع برلماني عبر استفتاء شعبي، يستطيع الدعوة إليه 1% على الأقل من الناخبين، من خلال توقيع عريضة.
كما تستطيع أي عريضة شعبية تحمل توقيع 2,5 % من الناخبين أن تقترح تعديلاً للدستور، يلزم البرلمان بمناقشته وعرضه للاستفتاء.
ليبيا (١٩٧٧-٢٠١١)
تحت حكم العقيد معمر القذافي أعلن أن نظام الحكم يسمى (نظام جماهيري) لتصبح تسمية ليبيا الرسمية آنذاك «الجماهيرية العربية الليبية الشعبية الاشتراكية» وأنه «يعتمد على الديمقراطية المباشرة». الوحدة الأساسية في نظام الحكم الجماهيري هي المؤتمرات الشعبية الأساسية، حيث يوجد مؤتمر في كل حي سكني أو قرية يضم كل المواطنين البالغين سن 18 سنة أو أكثر سواء من الذكور والإناث يلتقون في تجمع يسمى الكومونة الجماهيرية حيث يقسم كل الشعب الليبي على 30 ألف كومونة تضم كل كومونة عدد 100 شخص من الرجال والنساء المقيمين في نفس الحي.المؤتمرات الشعبية الأساسية تنعقد ثلاث مرات في السنة. الاجتماع الأول يخصص عادة لجدول الأعمال المفصل للاجتماعين التاليين. في الاجتماع الثاني يناقش المؤتمر الشعبي الأساسي المواضيع المتعلقة بجدول الأعمال المحلي الداخلي ويصدر القرارات الخاصة به بينما الثالث يختص بالمجالين المحلي والدولي، ويتم في كل جلسة تقديم تقرير من اللجان النوعية المختصة على مانفذ من قرارات وأسباب التأخير والمخصصات المالية المطلوبة للتنفيذ يكون لكل مؤتمر شعبي أساسي لجنة شعبية (مجلس وزراء محلي) يقوم بتنفيذ قرارات المؤتمر على مستوى الحي، خلال المؤتمر الشعبي الأساسي يتم نقاش المواضيع بالجدول بالجلسة الأولى ويقوم الأعضاء بتحرير القرارات والتصويت عليها، التصويت يتم علناً سواء عن طريق رفع الأيدي أو مباشرة بالصوت. يُسير جلسات المؤتمر أمانة يتم اختيارها من قبل الحاضرين وتقوم هذه الأمانة بصياغة القرارات كما تشارك الأمانة في جلسات مؤتمر الشعب العام، ومجموع أمانات المؤتمرات واللجان الشعبية والروابط النقابات والاتحادات المهنية تكون مؤتمر الشعب العام. مؤتمر الشعب العام يقوم باختيار أمانة لتترأس الجلسات وتوقع على القوانين بأمر من المؤتمر وتستلم أوراق اعتماد ممثلي الدول الأجنبية، تتكون من خمسة أعضاء ويختار المؤتمر الأمانة العامة: وتشمل أمين عام وأمين لشؤون المرأة، وأمين لشؤون المؤتمرات الشعبية وأمين لشؤون النقابات والاتحادات المهنية والروابط الحرفية، وأمين للشؤون الخارجية. كما يختار السلطة التنفيذية (اللجنة الشعبية العامة).

## الديمقراطية المباشرة والحركات السياسية
بعض الحركات الأناركية تدعم الديمقراطية المباشرة لأنها تحطم مركزة السلطة وفقاً لهم. بينما ترفض حركات أناركية أخرى الديمقراطية من الأساس.
يؤيد الاشتراكييون التحررييون الديمقراطية المباشرة كما يؤيدها العديد من الماركسيين ويعتبرونها تجيسداً لمفهوم ديكتاتورية البروليتاريا.

## مواضيع ذات صلة
- ديمقراطية إلكترونية تعاونية
- ديمقراطية تشاركية
- إدارة العمال الذاتية
- مشاركة إلكترونية
- ديمقراطية تمثيلية
- استفتاء الحقوق المدنية